# Petar Šimunić
Petar Šimunić (Zemun, 2. srpnja 1910. – Opatija, 20. ožujka 1988.) bio je hrvatski povjesničar, crkveni povjesničar i publicist.

## Životopis

### Rani život i školovanje
Rodio se u Zemunu 1910. godine, neposredno pred Prvi svjetski rat, u vrijeme dok je Zemun bio u Austro-Ugarskoj. Zaraćenjem je Zemun bio u neposrednoj ratnoj ugrozi, pa se s obitelji se za vrijeme prvoga svjetskog rata preselio u Zagreb. U Zagrebu je pohađao osnovnu školu i gimnaziju te studirao (na Filozofskom fakultetu) opću i nacionalnu povijest i zemljopis a dva semestra bio je na praškom Filozofskom fakultetu. Diplomirao je povijest i zemljopis na Filozofskom fakultetu u Zagrebu 1937. godine. Nakon diplomiranja adio je kao profesor na Franjevačkoj klasičnoj gimnaziji u Varaždinu te kraće vrijeme predaje u Somboru. Zagrebu Aktivno je sudjelovao u radu katoličkih organizacija.

### Drugi svjetski rat
U Zagrebu provodi drugi svjetski rat. Od 1941. do 1945. predaje na Nadbiskupskoj klasičnoj gimnaziji u Zagrebu te surađuje povijesno-publicističkim prilozima u Danici (kalendar za 1943.) s više priloga u Hrvatskoj smotri, Spremnosti te u Neue Ordnungu. Bio je dopredsjednik Velikog križarskog bratstva.

### Poslije drugoga svjetskog rata
Nakon 1945. godine bio je prisiljen s obitelji otići iz Zagreba u Opatiju gdje predaje na više srednjih stručnih škola. Iako je bio ocem sedmero djece, 1953. godine je otpušten iz službe zbog "svog javnog prakticiranja katoličke vjere i negativnog utjecaja na odgoj omladine.". U Rijeci je predavao na sjemenišnoj Klasičnoj gimnaziji.
Nakon što je nakon montiranog sudskog procesa zatvoreno riječko Bogoslovno sjemenište i teološko učilište, sjemeništarci su otišli u Pazin. Tamošnja Klasična gimnazija i Visoka teološka škola nisu imale profesora za tolike nove učenike. Tada je na poziv biskupa Dragutina Nežića i Bože Milanovića Šimunić otišao predavati crkvenu povijest u Pazin na tim ustanovama 1955. godine.
Od svog dolaska u Pazin je Šimunić pripremao za izdavanje seriju knjiga Ilustrirana povijest Hrvata. 1961. godine ga je u tome spriječila UDBA koja mu je provalila u stan, oduzela rukopis tog djela, a samog Šimunića zatvorila. Nakon trotjednog mučenja i zlostavljanja u istražnom postupku, bio je fizički i psihički slomljen od te mjere da se je već iste godine morao umiroviti, već u svojoj 51. godini.
Ipak, nakon toga je našao snage raditi, uglavnom honorarno po ustanovama. Nakon umirovljenja predavao je strane jezike na opatijskim školama.
Umro je u Opatiji 20. ožujka 1988. godine a sahranjen je na Mirogoju u Zagrebu.

## Znanstveni rad
Otkako je diplomirao 1937. godine pa sve do 1945. godine bavio se stručnim znanstvenim radom. Napisao je veći broj radova iz povijesti hrvatskoga naroda. Njegovo najznačajnije djelo, sa svim karakteristikama izvornoga znanstvenog rada, je Načertanije: tajni spis srbske nacionalne i vanjske politike, objavljeno 1944. godine na stogodišnjicu nastanka Garašaninova teksta Načertanije, koji je poznati dokument o velikosrpskim planovima osvajanja susjednih krajeva. On je "prvi otvoreno i argumentirano ustvrdio da se isključivi cilj politike Ilije Garašanina svodio na obnovu srednjovjekovne srbijanske države, što s idejom o zajednici jugoslavenskih naroda nije imalo ništa zajedničko. Štoviše, zaključio je Šimunić, Garašaninovi su politički nasljednici pokazali da se velikosrpstvo može uspješno skrivati iza jugoslavenske maske, odnosno da ta dva pojma mogu biti sinonimi za tlačenje nesrpskih naroda."
Iznimno je cijenio znanje, a posebice pisanu riječ i knjigu. Za teških vremena u doba komunizma je ako je ustrebalo, vjerske knjige prepisivao pisaćim strojem ili bi ju izdao na ciklostilu.
Po svom istančanom osjećaju za Crkvu je bio i ispred Koncila. Primjerice jer je smatrao da je potrebno da laici stječu teološku kulturu, što mu je također stvaralo probleme kod komunističkih vlasti.

## Djela
- Načertanije: tajni spis srbske nacionalne i vanjske politike, Zagreb, 1944. (2. izd. "Načertanije" - Tajni spis srpske nacionalne i vanjske politike, Globus, Zagreb, 1992.)
- Izgrađivanje srbskoga mentaliteta: nekoliko primjera iz prošloga stoljeća, Zagreb, 1944.

## Nagrade
1975. je zajedno sa svojom suprugom primio od pape Pavla VI. visoko crkveno odlikovanje Pro Ecclesia et Pontifice.